# Аманат (Западно-Казахстанская область)
Аманат (каз. Аманат, до 2007 года — Зерновая) — упразднённое село в Жанибекском районе Западно-Казахстанской области Казахстана. Ликвидировано в 2010 г. Входило в состав Таловского сельского округа. Код КАТО — 274247102.

## Население
В 1999 году население села составляло 188 человек (99 мужчин и 89 женщин). По данным переписи 2009 года, в селе проживало 45 человек (22 мужчины и 23 женщины).